# Ватербломметьибреди
Ватербломметьибреди (африк. waterblommetjiebredie или waterblommetjie bredie, букв. «тушёный апоногетон») — первое из блюд, которые можно отнести к кухне ЮАР. Оно представляет собой тушёную смесь баранины, щавеля и цветков апоногетона двуколосого (водного растения, растущего на мысе Доброй Надежды).

## История
Блюдо возникло в середине XVII века. Тогда в районе нынешнего Кейптауна была основана голландская колония. Первые поселенцы использовали разнообразные европейские и африканские съедобные растения для пропитания и лечения. Считается, что поселенцы стали употреблять апоногетон в пищу как источник витамина C.